# Blepharella ruficauda
Blepharella ruficauda är en tvåvingeart som beskrevs av Louis-Paul Mesnil 1952. Blepharella ruficauda ingår i släktet Blepharella och familjen parasitflugor. Inga underarter finns listade i Catalogue of Life.